# Inga canonegrensis
Inga canonegrensis är en ärtväxtart som beskrevs av Nelson A. Zamora och Terence Dale Pennington. Inga canonegrensis ingår i släktet Inga och familjen ärtväxter. IUCN kategoriserar arten globalt som sårbar. Inga underarter finns listade i Catalogue of Life.